# Ava Gardner
Ava Lavinia Gardner, ameriška igralka in pevka, * 24. december 1922, Grabtown, Severna Karolina, † 25. januar 1990, London.
Prvo igralsko pogodbo je Ava sklenila leta 1941 s studijem Metro-Goldwyn-Mayer. Sprva je nastopala v manjših stranskih vlogah, leta 1946 pa so jo kritiki opazili v filmu The Killers režiserja Roberta Siodmaka. V svoji karieri je za Oskarja nominirana dvakrat; leta 1953 za vlogo v fordovem Mogambu ter 1964 za vlogo v filmu Johna Hustona, The Night of the Iguana. Za to vlogo je bila istega leta nominirana tudi za nagrado BAFTA za najboljšo tujo igralko.
Leta 1999 jo je American Film Institute uvrstil na 25. mesto lestvice ženskih filmskih legend.

## Življenjepis
Ava Lavinia Gardner se je rodila 24. decembra 1922 v mestu Grabtown, Severna Karolina, materi Mary Elizabeth "Molly" (roj. Baker; 1883–1943) in Jonasu Baileyu Gardnerju (1878–1938), revnima pridelovalcema tobaka. Bila je najmlajša od sedmih otrok. Imela je dva starejša brata; Raymonda in Melvina ter štiri starejše sestre; Beatrice, Elsie Mae, Inez in Myro.
Poleti 1940 je Ava obiskala sestro Beatrice v New Yorku, kjer je Beatricin mož, fotograf Larry Tarr posnel nekaj njenih fotografij kot darilo za mamo Molly. Eno od fotografij je Tarr razstavil tudi v izložbi svojega fotografskega salona,
kjer jo je opazil skavt Loews Theatres, Barnard Duhan.
Al Altman, vodja MGM-ovega oddelka za iskanje talentov je Avo povabil na avdicijo in v njej prepoznal talent. Tako je Ava leta 1941 podpisala svojo prvo pogodbo in se preselila v New York.

### Zasebno življenje
10. januarja 1942 se je, kmalu po selitvi v Los Angeles, se je Ava poročila z igralcem Mickeyem Rooneyem, od katerega pa se je ločila leta 1943. Med leti 1945 in 1946 je bila poročena z glasbenikom Artijem Shawom.
Njen tretji in zadnji zakon je trajal med leti 1951 in 1957, poročena pa je bila s pevcem Frankom Sinatro, za katerega je v svoji avtobiografiji napisala, da je bil »ljubezen njenega življenja«.
Od leta 1968 do smrti je živela v Londonu, kjer je umrla za pljučnico.

## Filmografija

### Film
| Leto | Naslov                               | Vloga                           | Opombe                                                                                     |
| ---- | ------------------------------------ | ------------------------------- | ------------------------------------------------------------------------------------------ |
| 1941 | Fancy Answers                        | Dekle na recitalu               | Kratki film Brez omembe                                                                    |
| 1941 | Strange Testament                    | Natakarica                      | Kratki film Brez omembe                                                                    |
| 1941 | Shadow of the Thin Man               | Peška                           | Brez omembe                                                                                |
| 1941 | H. M. Pulham, Esq.                   | Mlada družabnica                | Brez omembe                                                                                |
| 1941 | Babes on Broadway                    | Dekle v publiki                 | Brez omembe                                                                                |
| 1942 | Joe Smith, American                  | Miss Maynard, tajnica           | Brez omembe                                                                                |
| 1942 | This Time for Keeps                  | Dekle v avtu                    | Brez omembe                                                                                |
| 1942 | We Do It Because                     | Lucretia Borgia                 | Kratki film Brez omembe                                                                    |
| 1942 | Kid Glove Killer                     | Dekle v avtu                    | Brez omembe                                                                                |
| 1942 | Sunday Punch                         | Dekle v publiki                 | Brez omembe                                                                                |
| 1942 | Calling Dr. Gillespie                | Študentka                       | Brez omembe                                                                                |
| 1942 | Mighty Lak a Goat                    | Dekle v pisarni Bijou box       | Short film Brez omembe                                                                     |
| 1942 | Reunion in France                    | Marie, prodajalka               | Brez omembe                                                                                |
| 1943 | Du Barry Was a Lady                  | Prodajalka parfumov             | Brez omembe                                                                                |
| 1943 | Hitler's Madman                      | Franciska Pritric, študentka    | Brez omembe                                                                                |
| 1943 | Ghosts on the Loose                  | Betty                           |                                                                                            |
| 1943 | Young Ideas                          | Co-ed                           | Brez omembe                                                                                |
| 1943 | Swing Fever                          | Receptorka                      | Brez omembe                                                                                |
| 1943 | Lost Angel                           | Dekle s klobuki                 | Brez omembe                                                                                |
| 1944 | Two Girls and a Sailor               | Sanjsko dekle                   | Brez omembe                                                                                |
| 1944 | Three Men in White                   | Jean Brown                      |                                                                                            |
| 1944 | Maisie Goes to Reno                  | Gloria Fullerton                |                                                                                            |
| 1944 | Blonde Fever                         |                                 | Brez omembe                                                                                |
| 1945 | She Went to the Races                | Hilda Spotts                    |                                                                                            |
| 1946 | Whistle Stop                         | Mary                            |                                                                                            |
| 1946 | The Killers                          | Kitty Collins                   |                                                                                            |
| 1947 | The Hucksters                        | Jean Ogilvie                    |                                                                                            |
| 1947 | Singapore                            | Linda Grahame / Ann Van Leyden  |                                                                                            |
| 1948 | One Touch of Venus                   | Venera / Venus Jones            |                                                                                            |
| 1949 | The Bribe                            | Elizabeth Hintten               |                                                                                            |
| 1949 | The Great Sinner                     | Pauline Ostrovsky               |                                                                                            |
| 1949 | East Side, West Side                 | Isabel Lorrison                 |                                                                                            |
| 1951 | My Forbidden Past                    | Barbara Beaurevel               |                                                                                            |
| 1951 | Show Boat                            | Julie LaVerne                   |                                                                                            |
| 1951 | Pandora and the Flying Dutchman      | Pandora Reynolds                |                                                                                            |
| 1952 | Lone Star                            | Martha Ronda                    |                                                                                            |
| 1952 | The Snows of Kilimanjaro             | Cynthia Green                   |                                                                                            |
| 1953 | The Band Wagon                       | Ava Gardner                     | Brez omembe                                                                                |
| 1953 | Ride, Vaquero!                       | Cordelia Cameron                |                                                                                            |
| 1953 | Mogambo                              | Eloise "Honey Bear" Kelly       | Nominacija za Oskarja za najboljšo žensko vlogo                                            |
| 1953 | Knights of the Round Table           | Guinevere                       |                                                                                            |
| 1954 | The Barefoot Contessa                | Maria Vargas                    |                                                                                            |
| 1956 | Bhowani Junction                     | Victoria Jones                  | Nominacija BAFTA za najboljšo tujo igralko                                                 |
| 1957 | The Little Hut                       | Lady Susan Ashlow               |                                                                                            |
| 1957 | The Sun Also Rises                   | Lady Brett Ashley               |                                                                                            |
| 1958 | The Naked Maja                       | Maria Cayetana, Vojvodinja Albe |                                                                                            |
| 1959 | On the Beach                         | Moira Davidson                  | Nominacija BAFTA za najboljšo tujo igralko                                                 |
| 1960 | The Angel Wore Red                   | Soledad                         |                                                                                            |
| 1963 | 55 Days at Peking                    | Baronica Natalie Ivanoff        |                                                                                            |
| 1964 | Seven Days in May                    | Eleanor Holbrook                |                                                                                            |
| 1964 | The Night of the Iguana              | Maxine Faulk                    | Nominacija BAFTA za najboljšo tujo igralko Nominacija za Oskarja za najboljšo žensko vlogo |
| 1966 | The Bible: In the Beginning...       | Sarah                           |                                                                                            |
| 1968 | Mayerling                            | Elizabeta Bavarska              |                                                                                            |
| 1970 | Tam-Lin                              | Michaela Cazaret                |                                                                                            |
| 1972 | The Life and Times of Judge Roy Bean | Lily Langtry                    |                                                                                            |
| 1974 | Earthquake                           | Remy Royce-Graff                |                                                                                            |
| 1975 | Permission to Kill                   | Katina Petersen                 |                                                                                            |
| 1976 | The Blue Bird                        | Luxury                          |                                                                                            |
| 1976 | The Cassandra Crossing               | Nicole Dressler                 |                                                                                            |
| 1977 | The Sentinel                         | Miss Logan                      |                                                                                            |
| 1979 | City on Fire                         | Maggie Grayson                  |                                                                                            |
| 1980 | The Kidnapping of the President      | Beth Richards                   |                                                                                            |
| 1981 | Priest of Love                       | Mabel Dodge Luhan               |                                                                                            |
| 1982 | Regina Roma                          | Mama                            |                                                                                            |

### Televizija
| Leto | Naslov              | Vloga             | Opombe                         |
| ---- | ------------------- | ----------------- | ------------------------------ |
| 1985 | A.D.                | Agripina          | Miniserija                     |
| 1985 | Knots Landing       | Ruth Galveston    | 7 epizod                       |
| 1985 | The Long Hot Summer | Minnie Littlejohn | TV film                        |
| 1986 | Harem               | Kadin             | TV film                        |
| 1986 | Maggie              | Diane Webb        | TV film (zadnja filmska vloga) |